# Buick Encore GX

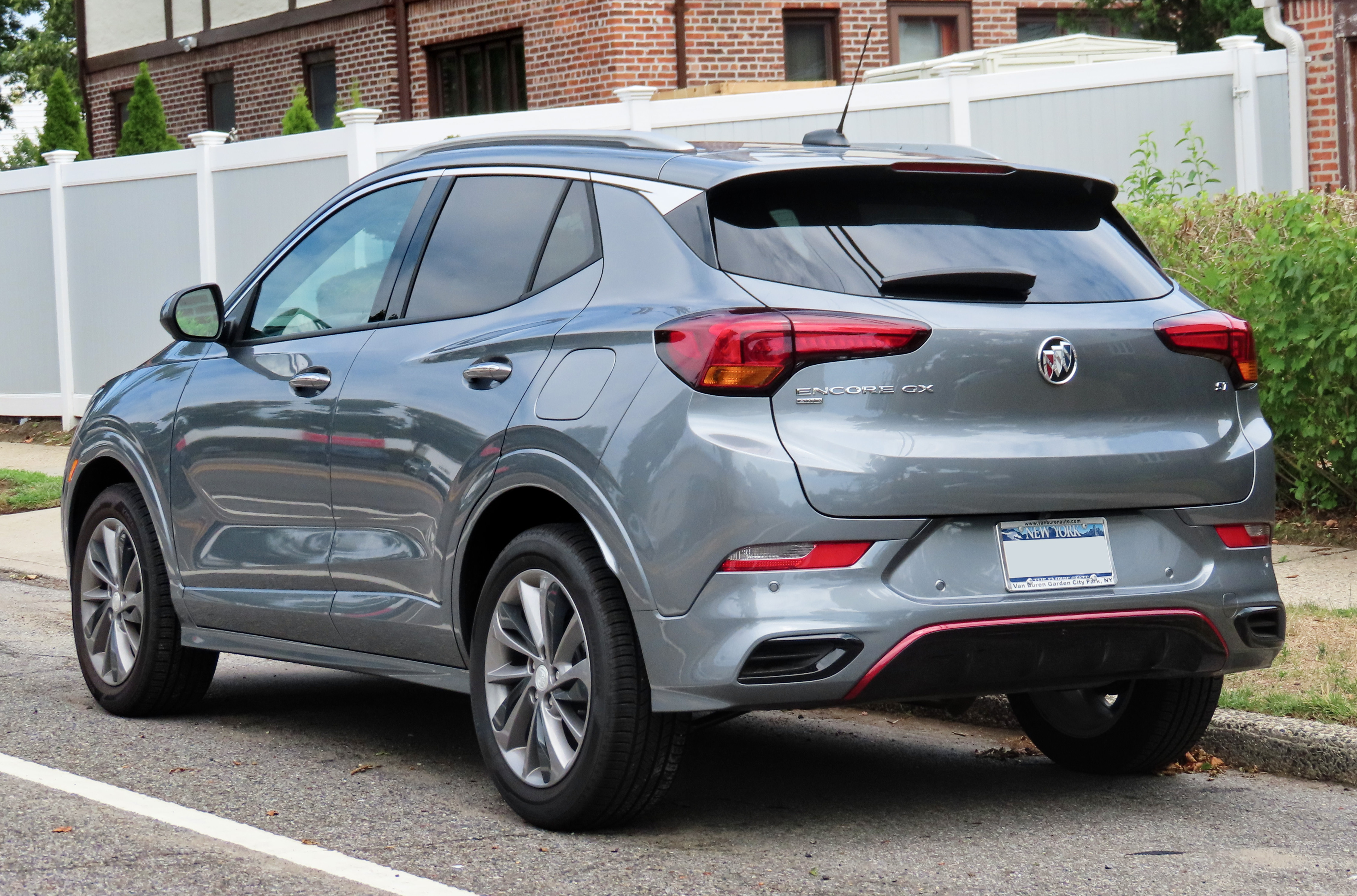
Heckansicht

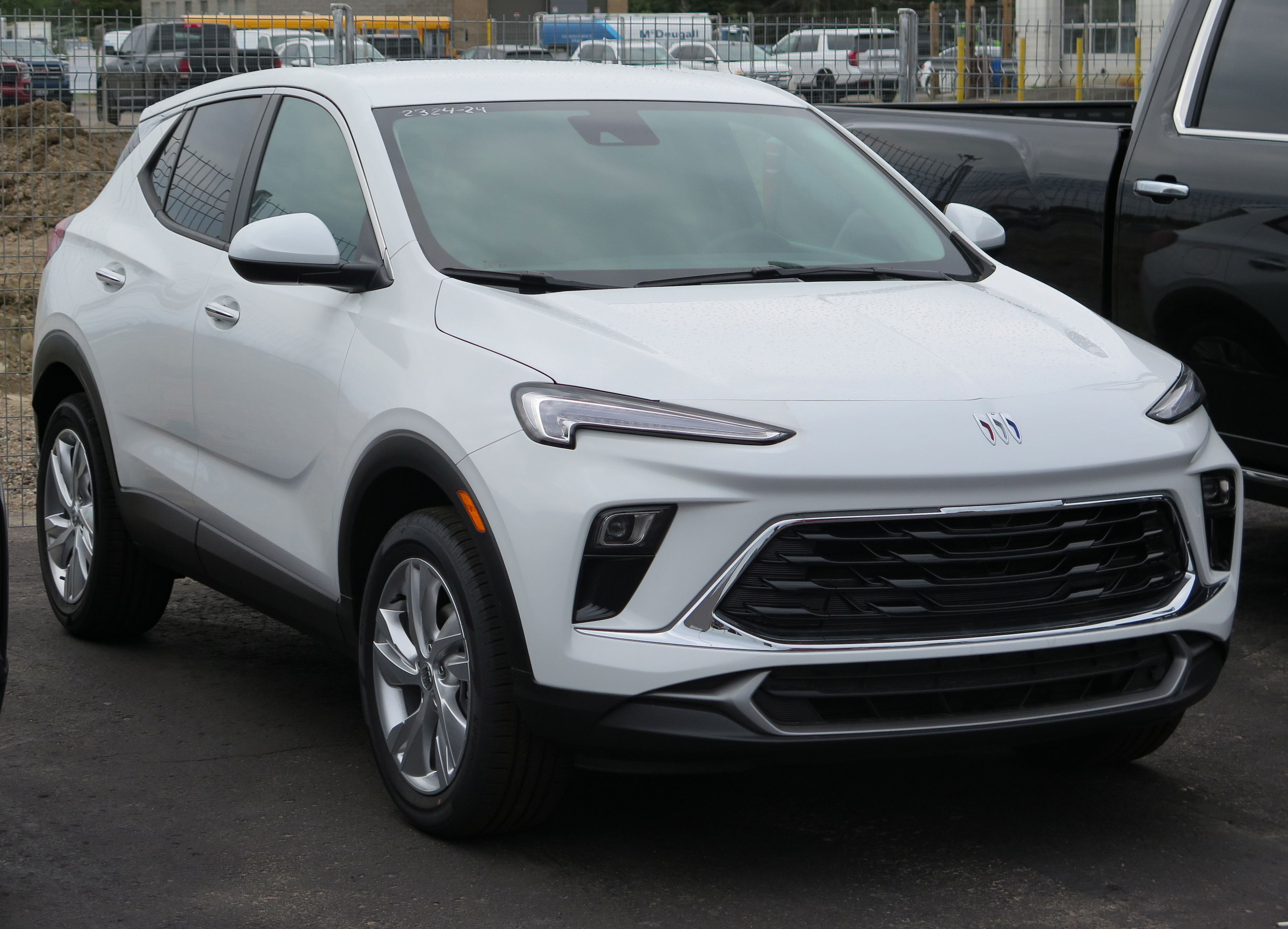
Buick Encore GX (seit 2023)

Der Buick Encore GX ist ein seit 2019 gebautes SUV der zu General Motors gehörenden Marke Buick.

## Geschichte
Das Fahrzeug debütierte wie die zweite Generation des kleineren Buick Encore im April 2019 auf der Shanghai Auto Show. Seit Juli 2019 werden beide SUV-Modelle in China verkauft. Auf dem nordamerikanischen Markt wird der neue Encore GX seit Anfang 2020 zunächst noch parallel zum alten Encore angeboten. Es wurde laut dem Marketingchef von Buick, Samuel „Sam“ C. Russel, aufgrund des Erfolgs des bereits angebotenen Encore und einer langen erwarteten Dauer zur Etablierungen einer neuen Modellbezeichnung, kein neuer Name für das Fahrzeug gewählt, sondern die Ergänzung „GX“. Mit einer Sortierung in das dortige „subcompact-plus“-Segment wird es auch etwas höher vermarktet. Eine überarbeitete Version der Baureihe debütierte im Februar 2023 für das Modelljahr 2024. Mit dem Facelift einher geht die Aufnahme der luxuriösen Ausstattungsvariante „Avenir“ ins Modellprogramm. In China wurde die Baureihe fortan als Buick Encore Plus vermarktet.
Die VSS-F-Plattform teilt sich der Encore GX mit dem ebenfalls 2019 in Shanghai vorgestellten Chevrolet Trailblazer.

## Produktion
Gebaut wird das Fahrzeug bei GM Korea im Werk Bupyeong für den nordamerikanischen Markt. Für den chinesischen Markt ist das SAIC-General-Motors-Werk Dong Yue South zuständig. Motoren für den nordamerikanischen Markt werden im mexikanischen GM-Werk Ramos Arizpe gebaut.

## Antrieb
Angetrieben wurde das SUV in China bis zur Modellpflege 2023 von einem 1,3-Liter-Reihen-Dreizylinder-Ottomotor mit 121 kW (165 PS) maximaler Leistung. Seitdem ist ausschließlich ein 1,5-Liter-Reihen-Vierzylinder-Ottomotor mit 135 kW (184 PS) erhältlich. In Nordamerika gibt es zwei R3-Ottomotoren: einer mit 1,2 Liter Hubraum (Motorcode: LIH) der die maximale Leistung von 102 kW (137 hp) hat und einen mit 1,3 Liter Hubraum (Motorcode: L3T) mit 115 kW (155 hp). Serienmäßig haben die Fahrzeuge ein stufenloses Getriebe das die Motorleistung an die Vorderräder überträgt. Allradantrieb ist, in Verbindung mit einem Neunstufen-Automatikgetriebe, gegen Aufpreis verfügbar.

## Technische Daten
|                                            | Encore GX 1.2T         | Encore GX 1.3T                                      | Encore GX 20T          | Encore GX 20T 4x4          | Encore Plus            |
| ------------------------------------------ | ---------------------- | --------------------------------------------------- | ---------------------- | -------------------------- | ---------------------- |
| Bauzeitraum                                | seit 01/2020           | seit 01/2020                                        | 07/2019–08/2023        | 07/2019–08/2023            | 08/2023–01/2025        |
| Markt                                      | Nordamerika            | Nordamerika                                         | China                  | China                      | China                  |
| Motorkenndaten                             |                        |                                                     |                        |                            |                        |
| Motorcode                                  | LIH                    | L3T                                                 |                        |                            |                        |
| Motorart                                   | Ottomotor              | Ottomotor                                           | Ottomotor              | Ottomotor                  | Ottomotor              |
| Motorbauart                                | Reihen-Dreizylinder    | Reihen-Dreizylinder                                 | Reihen-Dreizylinder    | Reihen-Dreizylinder        | Reihen-Vierzylinder    |
| Hubraum                                    | ca. 1200 cm³           | ca. 1300 cm³                                        | 1341 cm³               | 1341 cm³                   | 1498 cm³               |
| max. Leistung bei min−1                    | 102 kW (137 hp) / 5000 | 115 kW (155 hp) / 5600                              | 121 kW (165 PS) / 5600 | 121 kW (165 PS) / 5600     | 135 kW (184 PS) / 5500 |
| max. Drehmoment bei min−1                  | 220 Nm / 2500          | 236 Nm / 1500                                       | 240 Nm / 1500–4000     | 240 Nm / 1500–4000         | 250 Nm / 1500–5000     |
| Kraftübertragung                           |                        |                                                     |                        |                            |                        |
| Antrieb, serienmäßig                       | Vorderradantrieb       | Vorderradantrieb                                    | Vorderradantrieb       | Allradantrieb              | Vorderradantrieb       |
| Antrieb, optional                          | —                      | Allradantrieb                                       | —                      | —                          | —                      |
| Getriebe                                   | Stufenloses Getriebe   | Stufenloses Getriebe / [9-Stufen-Automatikgetriebe] | Stufenloses Getriebe   | 9-Stufen-Automatikgetriebe | Stufenloses Getriebe   |
| Messwerte                                  |                        |                                                     |                        |                            |                        |
| Höchstgeschwindigkeit                      | k. A.                  | k. A.                                               | 195 km/h               | 195 km/h                   | 205 km/h               |
| Beschleunigung, 0–100 km/h                 | k. A.                  | k. A.                                               | 9,1 s                  | 9,3 s                      | 8,5 s                  |
| Leergewicht                                |                        |                                                     | 1375 kg                | 1470 kg                    | 1390 kg                |
| Kraftstoffverbrauch auf 100 km, kombiniert | 7,6 l (1)              | 7,6 l (1)                                           | 5,9 l Super            | 6,6 l Super                | 6,6 l Super            |
| Tankinhalt                                 |                        |                                                     | 50 l                   | 50 l                       | 50 l                   |
| Abgasnorm                                  |                        |                                                     | China VI               | China VI                   | China VI               |

- Werte in [ ] gelten für Fahrzeuge mit optionalem Antrieb